# Ampoule (récipient)
Pour les articles homonymes, voir Ampoule.
 (janvier 2023).
Si vous disposez d'ouvrages ou d'articles de référence ou si vous connaissez des sites web de qualité traitant du thème abordé ici, merci de compléter l'article en donnant les références utiles à sa vérifiabilité et en les liant à la section « Notes et références ».
Certains médicaments injectables (vaccins, sérums, ...) ou buvables sont contenus dans des ampoules en verre dont on casse une extrémité (comme celles de la photo). Dans d'autres cas l'ampoule a une forme cylindrique avec deux extrémités effilées : on casse les deux extrémités, une par laquelle le liquide coulera et l'autre pour que l'air puisse entrer afin que le liquide s'écoule.
Les ampoules pharmaceutiques peuvent aussi contenir des produits cosmétiques (traitements capillaires ou lifting instantané, par exemple) ou même des alcools, mais il s'agit, dans ce dernier cas, d'une application humoristique, les 20 ml de whisky ou autre liqueur étant présentés à la manière d'une préparation buvable.
Il existe d'autres produits verriers proches de l'ampoule au niveau de la fabrication, qui sont décrits à la fin de cet article.

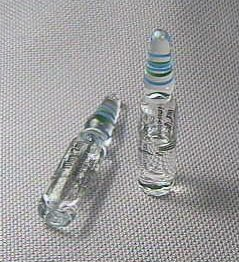
Ampoule pharmaceutique

## Fabrication de l'ampoule vide
Initialement, les laboratoires possédaient leur propre verrerie qui fabriquait de façon artisanale les ampoules, par soufflage du verre.
Il s'agissait principalement de grosses ampoules (plus de 500 ml pour certaines), dont l'utilisation a totalement disparu au profit des flacons puis, aujourd'hui, des poches souples à usage unique. Certaines de ces grosses ampoules, appelées ampoules à crochets avaient deux pointes dont une recourbée en forme de crochet et étaient destinées à être accrochées directement sur les supports de perfusions.
Les ampoules actuelles sont généralement d'une capacité comprise entre 1 ml et 20 ml (plus rarement 40 ml ou 50 ml).
Les ampoules sont principalement de deux types : 
- ampoules à deux pointes (produit typiquement français) ;
- ampoules « bouteilles »[1].

Dans les deux cas, les ampoules sont fabriquées dans une verrerie, et livrées vides au laboratoire qui les remplit et les scelle.
La fabrication d'une ampoule consiste à :
- former les extrémités (deux pointes ou bien col et fond) à partir d'une canne de verre ;
- réaliser certaines finitions.

Le formage, réalisé suivant la technique du verre travaillé mécaniquement au chalumeau diffère légèrement entre les ampoules à deux pointes et les ampoules bouteilles ; les finitions, quant à elles, sont réalisées de la même manière.

### Verre
L'ampoule est un emballage primaire, c’est-à-dire un emballage qui est directement en contact avec le principe actif du médicament. De ce fait, la composition du verre dont sont constituées les ampoules est réglementée par les différentes pharmacopées.

#### Différents types
La Pharmacopée européenne prévoit, pour les récipients, les types de verres suivant : 
- type I : récipient réalisé en verre neutre dans la masse ;
- type II : récipient dont la neutralité est obtenue par un traitement de surface ;
- type III : récipient en verre ordinaire[1].

Un verre est dit « neutre » lorsque, dans le temps, il libère très peu d'ions sodium (notamment) dans le liquide qui est à l'intérieur du récipient. Le verre ordinaire, sodocalcique, n'est pas neutre au sens de la pharmacopée.
Le verre type I est un verre borosilicate, dont la composition est voisine de celle du Pyrex. Il dégage environ dix fois moins d'ions Na que le verre sodique.
Pour les ampoules pharmaceutiques, on parle aussi de verre jaune 2e classe ; à ne pas confondre avec le verre type II. Il s'agit d'un verre « semi neutre », dont le dégagement est nettement inférieur à celui du verre ordinaire, qui est généralement réservé aux ampoules buvables. Ce verre dit « 2e classe » ne doit pas être confondu avec un verre type II. En effet, le traitement de surface ne s'applique pratiquement pas, de nos jours, aux ampoules, mais uniquement aux flacons (à quelques rares exceptions près).

#### Cannes de verre
La matière première est un produit semi-fini : la canne de verre.
Cette canne, réalisée par étirage-soufflage en sortie de four de fusion, est livrée à la verrerie de transformation (le producteur d'ampoules) sous forme de tronçons d'environ 1,50 m de long, qui sont déjà au diamètre et à l'épaisseur de l'ampoule à réaliser.
La verrerie de transformation produit les ampoules par étirage de ces cannes, afin de former les deux pointes, ou bien le col et le fond.
Trois types de verre sont principalement utilisés :
- le verre neutre blanc, pour la production d'ampoules injectables (type I) ;
- le verre neutre brun est coloré et est utilisé pour la production d'ampoules destinées à contenir des produits sensibles à la lumière ;
- le verre jaune 2e classe, destiné à la production d'ampoules buvables, il a une coloration moins intense que le verre neutre brun.

On peut aussi, mais c'est assez rare, fabriquer certaines ampoules en verre ordinaire (type III).

### Ampoule à deux pointes
L'ampoule à deux pointes est certainement la plus connue des Français, mais son utilisation se limite à la France et à certains pays, comme les pays du Maghreb, dont les pharmaciens sont de « culture » française.
Il existe une norme française sur les ampoules à deux pointes (NF S 90-092), mais aucune norme internationale (ISO).
L'ampoule à deux pointes peut être utilisée pour les préparations buvables (généralement en 5 ml ou 10 ml) comme pour les produits injectables (de 1 ml à 20 ml). Elle peut être réalisée dans les trois types de verre cités ci-dessus, mais les ampoules à deux pointes en verre neutre brun sont relativement rares.
Cette ampoule est fabriquée sur des machines verticales. Elle est livrée au laboratoire avec une pointe fermée (la pointe perlée ou pointe verrier) et une pointe ouverte (la pointe coupée ou pointe labo), qui sera fermée par le laboratoire après remplissage.
Dans la suite de ce chapitre, on utilisera les termes « pointe perlée » et « pointe coupée » qui sont des termes de verrier, les autres étant plutôt des termes de laboratoire.
La machine verticale est un carrousel sur lequel on dispose de 24 à 36 cannes de verre (suivant le type de machine), verticalement, à la partie supérieure.
On fabrique en même temps la pointe coupée d'une ampoule (dont la pointe perlée a été réalisée au cours du tour précédent) et la pointe perlée de l'ampoule suivante sur chaque canne. De ce fait, on a une chute de début de canne qui comporte uniquement une pointe coupée, puis une chute de fin de canne qui n'a qu'une pointe perlée. Ces chutes sont ensuite recyclées chez le fabricant de cannes de verre.
Les cannes sont prises entre deux mandrins à axe vertical et entraînées en rotation sur elle-même, tout en suivant la rotation de la machine. L'ampoule est fabriquée en un tour de machine.
Dans la première moitié (approximativement) de cette course, la zone comprise entre les deux mandrins passe devant une série de chalumeaux qui la chauffent progressivement, puis le mandrin inférieur descend, entraînant un étirage de la zone chauffée. La forme de l'ampoule est donnée.
Une deuxième série de chalumeau, suivi d'une seconde descente du mandrin inférieur, permet de fermer la partie étirée, dans la zone définitive en ce qui concerne la pointe perlée et plus haut pour la pointe coupée.
Dans le dernier quart du tour de machine, alors que la pointe perlée va refroidir, on fait passer la future pointe coupée, qui, à ce moment, est encore longue et fine, devant un couteau (plaque fine en laiton revêtue de poudre de diamant) puis une barrière fait tomber l'aigrette (la chute au-dessus de la coupe).
La dernière opération consiste, avec un dernier chalumeau, à border la coupe, c’est-à-dire la refondre légèrement pour la renforcer et la rendre moins coupante.
Enfin, le mandrin inférieur s'ouvre, laissant descendre l'ampoule terminée qui sera récupérée sur un tapis convoyeur, et le mandrin supérieur s'ouvre au-dessus d'une plaque de mise à longueur, puis se referme avant que le mandrin inférieur ne remonte pour saisir l'ampoule qui sera fabriquée au tour suivant.
Le savoir-faire du régleur consiste à doser la chauffe de chaque chalumeau, à contrôler les courses et vitesses de descente, ainsi que les vitesses de rotation de la machine et des cannes, afin d'assurer la conformité dimensionnelle de l'ampoule et en particulier :
- que les formes des épaulements, qui permettront que l'ampoule remplie soit bien accrochée sur son chevalet (carton embouti sur lequel elles seront rangées dans la boîte), soient respectées ;
- que les diamètres de pointes coupées soient réguliers afin de permettre 
  - le remplissage correct par le laboratoire ;
  - qu'elle puisse être convenablement scellée (sur ligne automatique, au laboratoire, après remplissage).

Avec un peu d'expérience dans le travail du verre, il est assez facile de fabriquer quelques ampoules à deux pointes à la main, avec uniquement une canne de verre aux bonnes dimensions et le chalumeau approprié.

### Ampoule bouteille
Il existe deux catégories d'ampoules bouteilles au sens de leur procédé de remplissage* :
- Les ampoules bouteilles pointe fine, qui se remplissent de la même manière que les ampoules à deux pointes,
- les ampoules à col large.

*  les procédés de remplissage seront traités ultérieurement dans cet article.
Les ampoules à col large se subdivisent encore en plusieurs types, fonction du modèle de machine utilisé pour les remplir :
- les ampoules à col coupé ;
- les ampoules à col bombé ;
- les ampoules à col éclaté (ou forme tromblon) ;
- les ampoules spéciales, dénommées du nom de la machine utilisée pour les remplir, type Cioni ou Marzocchi (ampoules fermées) ou type Corning (ampoules ouvertes), par exemple.

Seuls trois premiers types sont normalisés (ISO 9187-1).
Une fois les ampoules à col large remplies et fermées, on ne distingue plus ces différents types.
Les différentes parties de l'ampoule bouteille, de haut en bas lorsqu'on la pose debout, sont :
- Le col ;
- l'olive, appelée aussi le bulbe (partie renflé, n'existant pas obligatoirement sur tous les modèles) ;
- l'étranglement (qui est la zone de plus petit diamètre au niveau de laquelle on ouvrira l'ampoule pour l'utiliser) ;
- l'épaulement (qui est la partie qui relie le corps à l'étranglement) ;
- le corps (partie cylindrique) ;
- le fond.

Il existe aussi, pour usage cosmétique, des ampoules dites à double bulbe qui ont deux olives superposées et s'ouvrent entre les deux. L'olive inférieure reste solidaire du corps et est destinée à recevoir un applicateur, qui transforme ainsi l'ampoule en compte-gouttes.

#### Fabrication sur machine verticale
La fabrication sur machine verticale est dérivée de celle des ampoules à deux pointes.
La machine tourne plus lentement et est équipée de brûleurs plus gros car il faut chauffer beaucoup plus pour former le fond de l'ampoule que pour simplement étirer des pointes.
La fabrication de l'olive et de l'étranglement nécessite des chauffes et des courses de mandrin inférieur différentes de celle de l'ampoule à deux pointes, mais le principe reste le même. L'étranglement peut être égalisé (mais ce n'est pas obligatoire) à l'aide d'une molette.
La fabrication d'ampoules à double bulbe nécessite une machine spécialement équipée, avec un rail de descente du mandrin inférieur modifié.
La séparation se fait plus haut que pour l'ampoule à deux pointes, pratiquement au niveau de la partie cylindrique, et la chauffe est disposée de façon à ramener au maximum le verre vers le fond de l'ampoule, le col ou la pointe n'en conservant qu'une fine pellicule.
Un dispositif de soufflage remonte légèrement le fond juste après la séparation, afin qu'il soit légèrement concave de manière que l'ampoule puisse tenir debout.
L'ampoule bouteille pointe fine est ensuite terminée (coupe de l'aigrette et rebrûlage pour border la coupe) de la même manière que l'ampoule à deux pointes.
En ce qui concerne les ampoules à gros col : 
- le type col éclaté est terminé sur la machine en réchauffant le corps de l'ampoule que l'on vient de séparer afin de faire gonfler la fine pellicule de verre qui ferme le col, puis, avec un chalumeau puissant, à éclater la bulle ainsi formée, d'où la dénomination de ce type de col ;
- les autres types (col coupé et col bombé) ne sont pas terminés sur la machine verticale, mais sur la ligne de finition :
  - pour l'ébauche de l'ampoule à col coupé, on réalise un col beaucoup plus long, qui sera coupé sur la ligne de finition, par un dispositif mécanique ou bien à l'aide d'un brûleur oxygène/hydrogène créant un rideau de flammes très fines, suivi d'une molette refroidie qui provoque un choc thermique et fait tomber la chute, puis d'un rebrûlage léger pour border la coupe,
  - pour l'ébauche de l'ampoule à col bombé, qui est une ampoule fermée, on sépare plus haut, c’est-à-dire dans le diamètre de la canne et non à la base de l'étirage. Sur la ligne de finition, après avoir fortement refroidi l'ampoule, on chauffe à nouveau la base de cette zone cylindrique, puis une pince vient l'étirer et séparer la chute tandis qu'on réchauffe légèrement le corps de l'ampoule afin que l'air contenu maintienne le verre en forme de boule. La principale difficulté consiste à ce que l'ampoule, à température ambiante, ne soit pas en dépression (ce qui se produit si elle n'a pas été suffisamment refroidie). D'autre part, la boule qui ferme la partie supérieure du col doit avoir une épaisseur régulière et bien définie, afin que le laboratoire puisse l'ouvrir sur machine automatique avant le remplissage ;
- les ampoules spéciales sont généralement terminées sur machine, parfois sur ligne de finition, suivant le type.

#### Fabrication sur machine horizontale
La fabrication sur machine horizontale permet d'obtenir directement les ampoules à col coupé et à col bombé, sans passer par une ébauche. Par contre, elle nécessite une opération préalable, le tronçonnage des cannes de verre.
En revanche, elle est moins bien adaptée à la fabrication des pointes fines et cols éclatés.
La première opération consiste à tronçonner la canne de verre (longueur 1,50 m environ) en manchons d'une longueur nécessaire et suffisante pour réaliser deux ampoules. Ce tronçonnage peut avoir lieu sur une machine séparée ou bien en tête de machine à former les ampoules.
Dans les deux cas, les cannes sont disposées horizontalement sur des chaînes transfert et sont coupées à l'aide d'un rideau hydrogène (flammes fines et très chaudes produites par le mélange oxygène/hydrogène) et d'une molette refroidie, puis les extrémités sont légèrement bordées (rebrûlage).
Les manchons sont entraînés pas à pas sur la machine qui, par chauffage, étirage et soufflage, forme un col à une extrémité, puis l'autre col, de l'autre côté.
L'opération suivante consiste à chauffer au centre du manchon puis à étirer pour séparer les deux ampoules tête-bêche ainsi formées.
Comme sur machine verticale, la dernière opération consiste à rentrer légèrement les fonds pour que l'ampoule tienne debout.
Sur certaines machines, l'impression est réalisée avant la séparation des deux ampoules tête-bêche ; ce qui permet d'augmenter la surface imprimable et est intéressant, en particulier sur les petites ampoules (1 ml et 2 ml).
Ce procédé est le même que celui qui est utilisé pour fabriquer d'autres produits verriers comme les certains flacons, les tubes à essais de laboratoire et les tubes à prélèvement sanguin.

### Finitions
Dans le cas de la fabrication sur machine verticale, la ligne de finition (qui, elle, est horizontale) est bien distincte de la machine à former l'ampoule. L'ampoule formée (ou son ébauche pour les cols coupés et cols bombés) tombe à la partie inférieure de la machine et est reprise par un tapis convoyeur pour être déposée sur les chaînes à vés de la ligne de finition.
Par contre, dans le cas de la fabrication sur machine horizontale, la distinction est plus difficile, l'ampoule étant déjà formée sur une machine pas à pas, avec transfert par chaînes à vés ou par crémaillères à pas de pèlerin.
Outre celles qui consistent à terminer l'ampoule col coupé ou col bombé dont l'ébauche a été réalisée sur machine verticale (voir ce paragraphe), les différentes opérations réalisées sur la ligne de finition sont :
- le calibrage (contrôle dimensionnel et éjection des ampoules hors tolérances) ;
- l'impression ;
- la recuisson ;
- l'autocassable (suivant le procédé d'autocassable, celui-ci doit être réalisé avant ou après la recuisson) ;
- le sous-calibrage éventuel (classement des ampoules par catégories à l'intérieur de la tolérance).

#### Calibrage
Outre la capacité, deux cotes sont essentielles sur une ampoule :
- le diamètre de pointe pour les ampoules à pointes fines ou le diamètre de scellage (diamètre au niveau de la zone dans laquelle le laboratoire fermera l'ampoule après remplissage) pour les cols larges conditionne le bon déroulement du remplissage et
- la longueur totale conditionne le bon cheminement des ampoules sur la ligne de finition. Il arrive en effet que la machine verticale produise des ampoules courtes (mauvaise descente de la canne ou rebond sur la plaque de mise à longueur) qui, lors des opérations de finitions, peuvent se mettre en travers de la ligne et provoquer une chute de toutes les ampoules qui suivent, ou même détériorer l'écran d'impression.

Ces deux paramètres sont donc contrôlés en automatique en début de ligne de finition.

##### Contrôle par palpeurs
Il s'agit d'un dispositif mécanique. Plusieurs variantes existent suivant le principe ci-dessous :
- Pour le diamètre, on utilise deux jeux de palpeurs, un pour les grosses (diamètre supérieur au maximum de la tolérance), un autre pour les fines (diamètre inférieur au minimum de la tolérance.

On pince la zone à contrôler entre deux lames préalablement réglées au diamètre à contrôler. Ces lames sont reliées par un moyen mécanique, électrique ou pneumatique à un éjecteur qui expulse l'ampoule de la ligne et la fait tomber dans un bac à déchets.
Il est préférable de disposer de deux bacs distincts, un pour les grosses, l'autre pour les fines, que l'on vide impérativement en même temps. De cette manière, le régleur voit facilement la tendance de sa machine et lorsqu'il effectue une correction de réglage, il vide les deux bacs. Quelques minutes plus tard, d'un seul coup d'œil, il peut vérifier l'efficacité de son réglage.
- Pour la longueur, le principe est le même mais un seul palpeur suffit (on ne recherche que les courtes).

Ce dispositif a été utilisé pendant de nombreuses années, mais il est progressivement remplacé par des moyens électroniques.

##### Contrôle par dispositif de vision
Une caméra numérique transmet une image de chaque ampoule défilant sur la ligne à un micro-ordinateur.
Un logiciel spécialisé dit logiciel de vision analyse cette image et en déduit certaines cotes qu'il compare aux valeurs limites qui lui ont été fournies. Ce dispositif permet de contrôler, en plus, d'autres cotes que celles indiquées au paragraphe précédent.
Le système commande un seul éjecteur qui élimine toutes les ampoules hors tolérance vers un bac à déchet unique, mais en contrepartie, l'écran indique en permanence la valeur moyenne des cotes mesurées, le nombre de rebut et la valeur mesurée sur les ampoules rebutées. C'est donc à partir des informations dont il dispose à l'écran que le régleur effectue ses corrections.

#### Impression
L'impression des ampoules comporte notamment :
- le nom du produit ;
- le numéro de lot (traçabilité) ;
- la date de péremption (date limite d'utilisation du produit) ;
- les mentions légales si concerné (bandes rouges ou bleues avec texte légal, si le médicament appartient à une des catégories correspondantes).

Sur certaines ampoules, le texte est encore plus complet et peut comporter un sigle, un dessin (produit cosmétiques principalement).
Quelques laboratoires utilisent des ampoules nues (sans impression) qu'ils impriment ou étiquettent lors du remplissage, cependant, de nombreuses ampoules sont livrées imprimées par le verrier.
Le principal avantage d'une l'ampoule préimprimée par le verrier est un texte plus propre qu'une impression à l'encre sur ampoule pleine et ne pouvant pas être enlevé de l'ampoule (comme l'encre ou l'étiquette).
Le principal inconvénient pour le laboratoire est une gestion des stocks d'ampoules vides plus compliquée, chaque lot d'ampoule devant correspondre à un lot de médicament, et une perte d'ampoules vides (non réutilisables pour le lot suivant) ou de produit (suivant le cas) en fin de remplissage de chaque lot.
L'impression par le verrier est réalisée par sérigraphie, en utilisant un émail vitrifiable qui devra donc être cuit. L'émail utilisé dépend du type de verre de l'ampoule car son coefficient de dilatation doit être le plus proche possible de celui du verre, sous peine de fragiliser le corps de l'ampoule.
À partir de typons (film transparent imprimés en noir), on réalise les écrans sur lesquels l'émail vitrifiable est déposé. L'ampoule est levée  de la chaîne par un pied de biche munis de galets. Elle vient se positionner sous l'écran qui est animé d'un mouvement de translation alternative synchronisé à la chaîne. C'est donc l'écran qui entraîne l'ampoule en rotation alors que le râcle va faire passer l'émail au travers des mailles.
On imprime une ampoule dans le mouvement de l'écran de gauche à droite, et l'ampoule suivante dans le mouvement de retour. De ce fait, si la course de l'écran est mal réglée, on obtient une ampoule sur deux bien imprimée et une sur deux mal imprimée. Les contrôleurs sur ligne de finition d'ampoules et les opératrices contrôlent donc toujours deux ampoules de suite pour s'assurer de la qualité de l'impression.
Contrairement à l'impression sur flacons et bouteilles, pour laquelle le récipient est entraîné mécaniquement en rotation, l'ampoule n'est pas munie de dispositif d'indexage. Il est donc impossible de superposer plusieurs couleurs. La seule possibilité d'impression en deux couleurs consiste à utiliser un écran muni d'une séparation et un râcle coupé en deux. On dépose l'émail rouge (par exemple pour ampoules avec bande légale rouge) d'un côté de la séparation, et l'émail d'une autre couleur (pour le texte) de l'autre côté. Ainsi, sur une ampoule bouteille, on peut imprimer, par exemple, une bande rouge en haut de l'ampoule et le texte d'une autre couleur en bas.
On ne peut pas imprimer trop près de l'épaulement ni du fond à cause des galets du pied de biche (généralement 10 mm du fond pour les ampoules de capacité supérieure à 5 ml et 8 mm pour les ampoules plus petites), sauf dans le cas de fabrication sur machine horizontale où l'on imprime avant la séparation des deux ampoules jumelles, avec un écran comportant deux textes inversés. Ce procédé permet d'imprimer jusqu'à environ 3 mm du fond et est particulièrement intéressant pour les ampoules de 1 ml et 2 ml qui sont très courtes.

#### Recuisson
Il est nécessaire de recuire les ampoules pour deux raisons :
- la fabrication des pointes ou du fond et du col a généré, du fait des grandes différences de température entre les parties travaillées et le corps, des tensions internes qui fragiliseraient l'ampoule. Ces tensions seront fortement adoucies par la recuisson,
- l'émail, dans le cas des ampoules imprimées, nécessite une cuisson qui, généralement[2], est faite en même temps, il en est de même pour l'émail utilisé dans certains procédés d'autocassable (voir paragraphe suivant).

Dans le cas des ampoules fermées, la recuisson permet en même temps de stériliser l'intérieur de l'ampoule.
La recuisson s'effectue dans une arche qui est un four tunnel dans lequel les ampoules cheminent. La température est de l'ordre de 600 °C et la durée de recuisson dépend de la vitesse de défilement des ampoules et de la longueur de l'arche. Cette dernière est donc calculée en fonction des cadences habituelles des machines (plusieurs mètres de long). On peut utiliser le gaz ou l'électricité pour chauffer l'arche.
Si la recuisson est insuffisante, il subsistera des tensions internes, détectables au polariscope et/ou, l'impression ne tiendra pas. À l'inverse, si elle est trop forte, on risque de déformer les ampoules (on dit souvent : de les mettre en banane).

#### Autocassable
À l'origine, les ampoules n'étaient pas autocassables. Les ampoules pleines étaient livrées avec une lime dans chaque boîte. Cette lime était, en réalité, une petite lame métallique munie de dents, comme une lame de scie à métaux miniature.
L'infirmière ou le patient devait donc rayer le verre de l'ampoule dans la zone à ouvrir (pointes ou étranglement) afin de le fragiliser. Il était inutile de scier tout le pourtour, une légère rayure localisée suffisant à créer l'amorce de rupture.
Afin d'éviter l'usage de cette lime, différentes techniques d'autocassable ont été développées. Ces autocassables sont réalisés par le verrier, sur l'ampoule vide. Ils doivent donc être :
- suffisamment fragiles pour que l'infirmière ou le patient puisse ouvrir l'ampoule sans difficulté et en même temps ;
- suffisamment solides pour que l'ampoule résiste :
  - au transport de la verrerie au laboratoire ;
  - au remplissage, à la fermeture et à toutes les manipulations annexes ;
  - au conditionnement (mise sur chevalet puis en boite) ;
  - aux transports et manipulations du laboratoire à l'utilisateur final.

La maîtrise de cette force de rupture (effort nécessaire pour ouvrir l'ampoule) est la principale difficulté de la réalisation d'un bon autocassable. De plus, il ne doit générer aucun risque de fuite ou d'entrée d'air dans l'ampoule remplie et fermée et, idéalement, ne pas dégager de particules de verre lors de l'ouverture.
Les différents procédés développés sont, suivant le cas, réalisés avant ou après la recuisson des ampoules.

##### Prélimage
Le prélimage est le procédé le plus simple et le plus ancien, il s'applique aux ampoules à deux pointes et aux ampoules bouteilles et consiste à rayer le verre dans la zone où l'ampoule doit être ouverte.
Contrairement à l'amorce de rupture effectuée manuellement avec la lime, le prélimage est effectué sur tout le pourtour de la pointe ou de l'étranglement, afin que l'utilisateur n'ait pas à orienter l'ampoule pour l'ouvrir.
On use le verre à l'aide d'un disque dur (métal diamanté ou céramique) tournant relativement lentement, tout en faisant aussi tourner l'ampoule. Ce procédé est appliqué en fin de ligne de finition, après la recuisson.
Le prélimage est peu visible, ce qui ne pose pas de problème sur l'ampoule bouteille munie d'un étranglement, mais gène un peu l'utilisateur (souvent le patient) dans le cas de l'ampoule à deux pointes car ce dernier ne voit pas bien où l'ampoule va casser.
De plus, sur l'ampoule à deux pointes, ce procédé présente souvent le défaut de générer, lors de l'ouverture, un croissant de verre, c’est-à-dire un morceau se détachant de la pointe. En effet, l'ampoule à deux pointes, lorsqu'elle n'était pas autocassable et qu'il fallait utiliser la lime, avait tendance, de par son procéder de fabrication, à casser légèrement en biais, mais sans dégager de particules. Le fait de la fragiliser de manière circulaire l'entraîne souvent à casser suivant deux directions : une en biais et l'autre perpendiculaire à son axe, d'où ce croissant.
Les risques liés à ce phénomène ne sont pas graves si le patient, utilisateur d'ampoule buvable, respecte la notice, c’est-à-dire qu'il ouvre la première pointe hors de son verre, puis qu'il retourne l'ampoule et l'incline de façon à ouvrir la deuxième pointe, elle aussi, hors du verre. Dans ce cas, le ou les croissants ne risquent pas de tomber dans le verre. Cependant, ce défaut est suffisamment gênant pour avoir donné mauvaise réputation à l'ampoule buvable autocassable.

##### Colour break

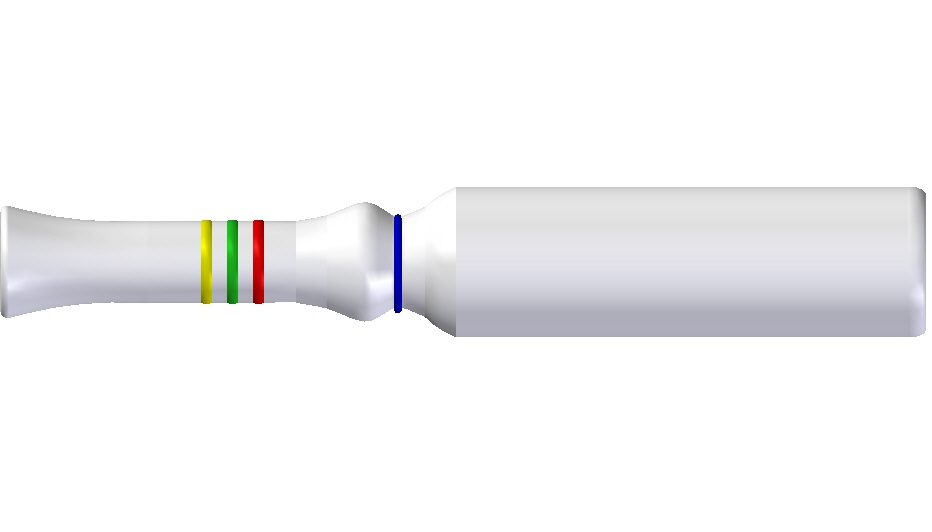
Ampoule bouteille à col éclaté munie d'un colour break (bleu) et de trois anneaux de repérage (jaune, vert et rouge)

Il a été indiqué, au chapitre sur l'impression, que l'émail vitrifiable, s'il était mal choisi, pouvait fragiliser le verre. C'est justement cette propriété qui est utilisée pour ce procédé qui permet d'obtenir des autocassables matérialisés par des anneaux de différentes couleurs.
L'émail utilisé pour la réalisation du colour break est volontairement choisi avec un coefficient de dilatation différent de celui du verre. Cet émail est déposé dans l'étranglement ou sur les pointes avant la recuisson, et forme un anneau de couleur dans l'étranglement ou bien sur chaque pointe.
Lors du passage dans l'arche de recuisson, cet émail se vitrifie et, compte tenu de la différence entre son coefficient de dilatation et celui du verre, lors du refroidissement, il provoque une contrainte qui fragilise le verre dans la zone où il a été déposé. C'est le choix du type d'émail qui conditionnera la force de rupture obtenue.
Ce procédé a été longtemps le plus utilisé sur les ampoules bouteilles. Il présente l'inconvénient de générer de fines particules (d'autant plus visibles qu'elles sont colorées) lors de l'ouverture. Cependant, ces particules se dégagent normalement vers l'extérieur de l'ampoule et ne risquent pas de polluer le médicament.
Nota : Dans certains cas, les ampoules sont munies d'anneaux de couleur sur le col, destinés à un repérage. S'ils sont déposés sur ampoule vide par le verrier (ce qui n'est pas toujours le cas, certains laboratoires les impriment eux-mêmes à l'encre), ces anneaux sont réalisés avec de l'émail d'impression (coefficient de dilatation proche de celui du verre).

##### ProcédéAnrep
Pour un visiteur non averti qui regarderait une ligne de finition d'ampoules, le procédé Anrep (du nom de son inventeur René Anrep) ne se distinguerait pas d'un prélimage. En effet, il verrait l'ampoule tourner, après l'arche de recuisson, au-dessus d'un (ou de deux) disque(s) en rotation. Mais il y a cependant deux différences notables :
- les disques sont réalisés dans un matériau beaucoup plus tendre : l'aluminium ;
- ils tournent beaucoup plus vite que pour effectuer un prélimage.

Contrairement au prélimage, on ne cherche pas à rayer le verre. La forte vitesse de rotation et la nature du disque entraînent un fort échauffement du verre et du disque, très localisé qui à deux conséquences :
- il génère des tensions internes dans le verre et, par conséquent, le fragilise ;
- il provoque le dépôt d'une fine couche d'alumine sur le verre.

Cette couche d'alumine a l'aspect d'un anneau gris qui permet de repérer la zone d'autocassable de la même manière qu'un colour break, mais la couleur est obligatoirement le gris.
Ce procédé est applicable à tout type d'ampoules, mais c'est sur les ampoules à deux pointes qu'il est le plus utilisé car elles ont une épaisseur de verre au niveau de la zone d'autocassable plus faible que celle des ampoules bouteilles et ce procédé, contrairement au prélimage, ne risque pas de provoquer des microfissures. De plus, il réduit notablement (sans toutefois l'éliminer) le risque de formation de croissant qui existe avec le prélimage, et n'a pas l'inconvénient du colour break de générer des particules d'émail à l'ouverture.

##### ProcédéSFAM
Le procédé SFAM (du nom de la société qui l'a développé à la fin des années 1980) s'applique uniquement aux ampoules à deux pointes et est destiné à éviter la formation de croissants.
L'idée est de renforcer la paroi de verre de part et d'autre du prélimage :
- en fabriquant une ampoule dont l'épaisseur de verre dans les pointes est plus importante ;
- et surtout en déposant un anneau d'émail d'impression, d'un coefficient de dilatation le plus proche possible de celui du verre, relativement épais, de part et d'autre du prélimage.

Techniquement, comme l'émail doit être vitrifié, les deux anneaux sont déposés avant l'arche de recuisson. La difficulté est d'appliquer ensuite le prélimage au bon endroit, c’est-à-dire juste entre les deux anneaux qui sont distants d'un bon millimètre seulement.
On obtient, avec ce procédé, une cassure franche, avec peu de dégagement de particules et pratiquement pas de formation de croissants.

##### Revêtement plastifié
À la même époque que celle pendant laquelle SFAM développait son procédé, d'autres fabricants d'ampoules à deux pointes ont adopté un autre point de vue : « S'il n'est pas possible d'éviter la formation d'un croissant de verre à l'ouverture des pointes, alors, il faut le piéger pour empêcher qu'il ne se détache de la pointe. »
La base de cet autocassable peut être le prélimage ou le procédé Anrep, mais on applique ensuite, sur les pointes, un polymère débordant d'environ 3 mm de part et d'autre de la zone de rupture et adhérant au verre. De cette manière, s'il se forme un croissant lors de l'ouverture, celui-ci reste solidaire de la pointe et ne risque pas de tomber, ni par terre, ni sur le doigt du patient, ni dans le verre.
L'inconvénient majeur de ce procédé est que si une pointe présente des microfissures au prélimage, on ne peut plus les détecter une fois le revêtement plastifié appliqué. De même, si, au cours des manipulations et du transport de la verrerie au laboratoire, une pointe casse, elle peut rester solidaire de l'ampoule et ne pas être détectée.
De ce fait, après quelques lots d'essais, ce procédé n'a connu aucun développement notable.

##### OPC

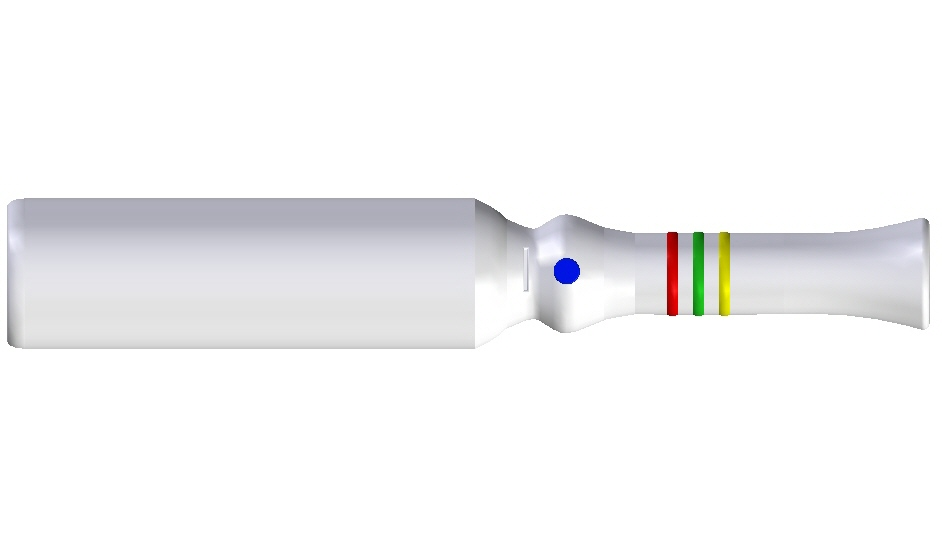
Ampoule bouteille à col éclaté munie d'un O.P.C. avec point d'orientation bleu et de trois anneaux de repérage (jaune, vert et rouge).
On distingue l'entaille au niveau de l'étranglement, dans l'alignement du point bleu.

Le procédé One Point Cut qui signifie ouverture à partir d'un seul point, a été développé à la fin des années 1980, période où l'on recherchait toutes les possibilités d'améliorer l'autocassable des ampoules face, notamment, à la concurrence des autres conditionnements « unidose ».
L'idée est simple : Lorsqu'on utilisait une lime pour rayer localement le verre, on obtenait une ouverture dégageant moins de particules que lorsqu'on le fragilise sur toute la circonférence pour rendre l'ampoule autocassable. Il suffit donc de faire une incision localisée dans la zone de l'étranglement pour que l'ampoule puisse s'ouvrir proprement. Cependant, avec un tel système, l'ampoule doit être orientée de façon que l'on exerce la pression dans l'axe de cette incision. On dépose donc un point d'émail sur l'olive, dans l'alignement de l'incision, pour repérer le sens d'ouverture.
Comme l'émail (d'impression) entre en jeu dans ce procédé, il est nécessairement appliqué avant l'arche de recuisson.
La principale difficulté consiste à aligner parfaitement l'incision et le point de repérage, par rapport à l'axe de l'ampoule.
L'O.P.C. est principalement utilisé sur les ampoules bouteilles, mais il est aussi réalisable sur les ampoules à deux pointes, moyennant des précautions importantes pour éviter la formation de microfissures au niveau de l'incision, compte tenu de l'épaisseur de verre dans la zone d'ouverture, beaucoup plus faible sur une ampoule à deux pointes que dans l'étranglement d'une ampoule bouteille.
Le fait que l'O.P.C. ne soit pas très répandu sur les ampoules à deux pointes a aussi une autre raison : l'utilisateur principal des ampoules bouteilles est le personnel soignant des hôpitaux et les infirmières libérales, il a été relativement facile de l'informer sur ce procédé et son utilisation (orientation de l'ampoule avant ouverture), alors que l'ampoule à deux pointe, principalement utilisée pour des préparations buvables, est ouverte généralement par le patient qu'il est beaucoup plus aléatoire de tenter d'informer, sans compter que certains de ces patients peuvent être mal voyants.
Pour son application sur ampoules bouteilles, le procédé O.P.C. est normalisé (ISO 9187-2:1993).

#### Sous-calibrage
Le sous-calibrage est l'opération qui consiste à classer les ampoules fabriquées en différents calibres en fonction de leur diamètre au scellage (ou de leur diamètre de pointe).
Cette opération est de moins en moins souvent réalisée car aujourd'hui, les tolérances de la matière première (canne de verre) et le processus de fabrication des ampoules permettent de respecter des tolérances plus serrées.
Lorsque la fabrication des ampoules ne permettait de se tenir que dans une tolérance de plus ou moins 0,3 mm au niveau de la zone de scellage (jusqu'aux années 1980), cette dispersion était incompatible avec les écarts admissibles par les machines à sceller après remplissage. On « triait » donc, avant de les livrer au laboratoire, les ampoules vides en différentes classes (jusqu'à 4) suivant leur diamètre réel au scellage.
Par exemple, pour un diamètre 6,00 +/- 0,3 (ampoules de diamètre au scellage compris entre 5,70 et 6,30 mm après fabrication) on obtenait :
- diamètre compris entre 5,70 et 5,85 mm  >> calibre A ;
- diamètre compris entre 5,85 et 6,00 mm  >> calibre B ;
- diamètre compris entre 6,00 et 6,15 mm  >> calibre C ;
- diamètre compris entre 6,15 et 6,30 mm  >> calibre D.

Le laboratoire va d'abord remplir et sceller les ampoules du calibre A, puis modifier le réglage de sa machine pour passer le calibre B et ainsi de suite jusqu'au calibre D.
La ligne de finition se termine par 4 magasins d'emballage :
- un palpeur analogue à ceux utilisés en début de ligne pour le calibrage déclenche un éjecteur qui fait tomber les ampoules dont le diamètre est inférieur ou égal à celui du premier calibre (5,85 mm dans l'exemple ci-dessus) dans le premier magasin ;
- un second palpeur est réglé à la valeur maxi. du second calibre, donc à la cote nominale (6,00 mm dans l'exemple), et fait tomber les ampoules dont le diamètre au scellage est inférieur ou égal à cette cote dans le second magasin ;
- un troisième palpeur, réglé au maxi. du calibre C (6,15 par exemple) envoie les ampoules de diamètre inférieur ou égal à cette valeur dans le troisième magasin ;
- les ampoules qui sont restées sur la ligne après ces trois palpeurs ont un diamètre au scellage compris entre 6,15 et 6,30 mm dans l'exemple utilisé ici. Elles arrivent dans le quatrième magasin.

Les boîtes d'ampoules sont étiquetées au calibre correspondant et, généralement, repérées à l'aide de pastilles d'une couleur différente pour chaque calibre.
Actuellement, les ampoules sur lesquelles on effectue un sous calibrage en quatre calibres sont de plus en plus rares. Il existe encore quelques modèles pour lesquels on effectue un sous calibrage en deux calibres seulement, donc sur des lignes équipées de deux magasins d'emballage et d'un seul palpeur de sélection.

### Contrôle des ampoules vides

#### Contrôle au démarrage d'une fabrication (vide de ligne)
Lorsque la machine et la ligne sont réglées, on élimine les ampoules de réglage, c’est-à-dire tout ce qui a été produit et contrôlé (dimensionnel, aspect, autocassable) par le régleur pour les besoins de son réglage, puis on évacue tous les déchets de verre, y compris ceux qui sont tombés au sol et ceux qui se trouvent dans les différents bacs à déchet. C'est ce qu'on appelle « le vide de ligne ».
Avant de lancer la fabrication, le contrôleur (dans la profession, il s'agit généralement de contrôleuses) vient avec une liste de points à vérifier (semblable à la check-list utilisée, par exemple, en aéronautique). Il vérifie l'absence d'ampoules ou de déchets provenant de la fabrication antérieure ou du réglage, et coche sa liste à chaque point vérifié. Ce contrôle est extrêmement important compte tenu des risques que représenterait pour le patient une ampoule mélangée (texte différent du contenu, par exemple). La liste est visée et archivée dans le dossier de fabrication du lot.

#### Contrôles en cours de fabrication
Outre les contrôles automatiques sur ligne cités plus haut, un contrôle visuel de l'impression est effectué régulièrement, à fréquence définie, par :
- l'opératrice qui conduit la ligne ;
- le régleur qui s'occupe d'un ensemble de plusieurs lignes ;
- le contrôleur (ou la contrôleuse) qui circule de ligne en ligne dans toute la verrerie.

Ce contrôleur (ou contrôleuse) prélève, lors de son passage sur chaque ligne produisant des ampoules autocassables, quelques ampoules pour le contrôle de la force de rupture. Les valeurs relevées sur ampoules fraîchement rendues autocassables sont différentes des valeurs que l'on obtiendra après quelques jours de vieillissement. L'écart est plus ou moins important suivant le procédé et il en est tenu compte pour les éventuelles corrections de réglage.

#### Contrôle final
Une fois le lot terminé, on effectue un prélèvement statistique suivant la norme ISO 2859 (équivalent français NF ISO 2859 / Indice de classement NF X 06-022, parfois dénommé aussi Military Standard du nom de la norme américaine MIL-STD 105D utilisée avant la rédaction de NF X 06-022 et ISO 2859 ). Le rapport de contrôle accompagnant le lot d'ampoules est rédigé à partir des mesures effectuées sur ce prélèvement.
Avec l'accord du laboratoire destinataire, ce prélèvement peut être réalisé, par l'opératrice ou bien par un dispositif automatique, au cours de la fabrication, ce qui évite les manipulations qu'entraînerait sa constitution une fois le lot terminé.
Les défauts possibles sont classés en quatre catégories :
- défaut critique rédhibitoire - NQA = 0 - La présence d'une seule ampoule présentant un tel défaut entraîne le rejet de tout le lot ;
- défaut critique - NQA = 0,4 % ;
- défaut majeur - NQA = 1,5 % ;
- défaut mineur - NQA = 4 %.

Les valeurs ci-dessus sont issues de la norme NF S90-094, mais certains laboratoires peuvent avoir des exigences plus sévères.
Par exemple : la présence d'une ampoule étrangère (texte différent) dans un lot est un défaut critique rédhibitoire, un numéro de lot peu lisible est un défaut critique, alors qu'une légère variation de couleur de texte d'impression est un défaut mineur.

#### Moyens de contrôle
En plus des moyens habituels de métrologie (pied à coulisse, palpeur d'épaisseur, projecteur de profil, etc), on utilise des moyens de contrôle spécifiques, notamment :

##### Contrôle de la résistance hydrolytique
C'est le contrôle permettant de vérifier la « neutralité » du verre. Il est effectué sur toutes les ampoules destinées à contenir des préparations injectables.
En effet, l'utilisation de verre neutre Type I ne garantit pas que l'ampoule obtenue soit neutre. La chauffe nécessaire pour former le fond et le col de l'ampoule a pour effet secondaire de détruire en partie cette propriété et, en cas de mauvais réglage, l'ampoule n'est plus apte à contenir des préparations injectables.
Le verre va libérer vers le liquide qu'il contient une très faible quantité d'hydroxyde de sodium (NaOH). La quantité tolérable est fixée par les différentes pharmacopées. Cette libération, lente dans le temps, sera favorisée et accélérée si l'on autoclave (généralement à 121 °C) les ampoules contenant un liquide (on effectue l'essai avec de l'eau distillée).
Deux méthodes de contrôle existent, dans l'une on dosera les ions Na+ et dans la seconde les ions OH−

###### Méthode pharmacopée (dosage de OH−)
Le dosage des ions hydroxydes  (OH−) est la méthode qui est utilisée sur le prélèvement, en contrôle final.
Il s'agit d'un dosage traditionnel acide/base à l'aide d'un indicateur coloré.
Les ampoules sont d'abord remplies avec de l'eau distillée puis scellées à la flamme propane/oxygène (dans des conditions les plus proches possibles de celles du scellage des ampoules pleines).
Après autoclavage (cycle défini par la Pharmacopée), on mélange le contenu de toutes les ampoules et on mesure la quantité de liquide à doser que l'on verse dans un bécher en verre. Dans un bécher identique, on verse la même quantité d'eau distillée.
Dans chacun des deux béchers, on ajoute la quantité définie de réactif coloré (rouge de méthyle) et l'on effectue le dosage à l'acide chlorhydrique dixième normal (HCl 0,1N).
On déduit de la quantité d'acide versée dans le bécher contenant le liquide autoclavé, la quantité versée dans le bécher témoin (eau distillée) pour obtenir la même nuance de couleur de l'indicateur coloré.
Les résultats sont exprimés en fractions de millilitre (ml) et comparés aux valeurs limites indiquées par la Pharmacopée en fonction de la capacité des ampoules contrôlées.

###### Méthode par photométrie (dosage de Na+)
Cette méthode est beaucoup employée dans les verrerie. Contrairement à la méthode Pharmacopée, on obtient des résultats individuels par ampoule contrôlée, et non une moyenne sur le contenu mélangé d'un prélèvement.
On contrôle des ampoules lors d'un changement de fabrication, dès que le réglage est terminé, puis on prélève à nouveau quelques ampoules à la suite de chaque réglage important, et au moins une fois par jour dans le cas de productions de longue durée.
Les ampoules, que l'on repère en fonction des conditions de prélèvement, sont remplies, scellées et autoclavées comme dans le cas de la méthode Pharmacopée.
Le photomètre à flamme utilisé pour le contrôle est un appareil qui produit une flamme dans laquelle, par le principe du venturi, on pulvérise un liquide. Les ions Na+ présents dans le liquide colorent la flamme en jaune. Cet appareil est équipé d'un filtre pour isoler le spectre du sodium (Na). Un capteur mesure l'intensité de cette modification de couleur de la flamme.
On pulvérise d'abord de l'eau distillée pour caler le zéro de l'appareil, puis des solutions étalon à teneur connue en sodium (généralement 10, 20 et 40 ppm). On règle l'appareil de façon qu'il indique corresponde directement à la teneur du liquide à analyser.
On présente chaque ampoule, après l'avoir ouverte, au niveau du tube de Venturi, afin qu'il aspire le produit et on lit directement le résultat.
Il existe des tables de conversion entre la teneur en Na+ et la teneur en OH− qu permettent de faire le lien entre les deux méthodes, cependant, certains laboratoires, allemands et suisses principalement, acceptent des résultats directement issus de la méthode photométrique. Dans ce cas, on fait la moyenne des différentes valeurs des ampoules contrôlées.
Compte tenu du temps de préparation des ampoules, on ne constate le résultat que plusieurs heures après la fabrication, ce qui oblige, en cas de non-conformité, à isoler les ampoules produites entre deux prélèvements et à refaire des analyses sur la séquences de fabrication concernée, en plusieurs points, afin d'éliminer les ampoules défectueuses. C'est pourquoi on prend la précaution de toujours ranger les ampoules dans l'ordre de leur fabrication et, souvent, en numérotant les boîtes.

##### Contrôle de la force de rupture
On effectue ce contrôle, sur de petits prélèvements :
- dès la fin du réglage d'une nouvelle fabrication ;
- à fréquence régulière tout au long de la fabrication.

Dans ces deux cas, il s'agit d'un contrôle à chaud dont les résultats doivent être corrigés en fonction du type d'autocassable.
On effectue à nouveau ce contrôle « à froid » avant de livrer les ampoules, sur un prélèvement  réduit issu du prélèvement statistique. Ce sont les résultats de ce dernier contrôle qui figurent sur les documents d'accompagnement du lot d'ampoules.
Le principe est le même pour tous les types d'ampoules autocassables, il s'agit de placer l'ampoule sur un montage approprié, puis d'exercer un effort à une distance donnée des appuis du montage, et d'enregistrer la valeur de cet effort au moment de la rupture.

###### Cas des ampoules à deux pointes
Il n'existe pas d'appareil de contrôle normalisé.
Des appareils à balancier ont été développés. Ils indiquaient un couple de rupture, mais, le mouvement de l'ampoule étant manuel, la mesure était sujette à variation en fonction de la vitesse à laquelle l'opérateur manipulait. Ces appareils ont progressivement disparu au profit de celui qui est décrit ci-dessous.
Cet appareil a été développé par la SFAM et utilise un dynamomètre à mémoire, fixé sur un plan incliné. On dépose l'ampoule dans une pince, perpendiculaire à ce plan incliné, qui vient prendre le corps de l'ampoule. La pointe à tester vient en butée sur un pion situé deux millimètre en dessous de la touche du dynamomètre. La pince serre le corps de l'ampoule et l'entraîne dans un mouvement qui, dans un premier temps fait échapper la pointe de l'ampoule du pion, puis la présente devant la touche. La vitesse de déplacement doit être faible et régulière. Lorsque la pointe casse, le dynamomètre enregistre la force de rupture qui est fonction de la distance entre la zone autocassable et l'extrémité de la pointe (distance d'autocassable). Ce facteur doit être pris en considération lorsque l'on veut comparer les forces de rupture d'ampoules dont la distance d'autocassable est différente.
Les premiers appareils SFAM utilisaient un dynamomètre mécanique, mais il a été progressivement remplacé par un modèle électronique. Le problème est qu'avec ce dernier, la touche est beaucoup plus dure qu'avec l'appareil d'origine sur lequel on comprimait un ressort. Cela a obligé à revoir la vitesse de déplacement de la pince afin d'obtenir des mesures cohérentes.
La SFAM a vendu de nombreux appareils aux laboratoires, et même à ses concurrents qui, pour certains, l'ont copié. Il est devenu, de fait, le standard des appareils de mesure de force de rupture des ampoules à deux pointes et des ampoules bouteilles pointe fine sans olive.

###### Cas des ampoules bouteilles
Les premières machines de contrôle utilisaient des masses. Elles n'indiquaient pas directement la force de rupture, mais classaient les ampoules testées par catégorie (de 0,5 kg en 0,5 kg).
Ensuite, un appareil a été développé sur la base d'une machine à tester la dureté des comprimés (machine « ERWEKA »). On adaptait sur cette machine un support sur l'ampoule reposait en deux points, un au niveau du corps et un au niveau du col. La distance entre ces deux points a très vite été standardisée. La touche de la machine était positionnée entre ces deux appuis, au niveau de l'étranglement de l'ampoule, puis une masse coulissait régulièrement sur un levier, afin d'appliquer un effort sur cette touche, jusqu'à la rupture de l'autocassable. Le curseur lié à cette masse indiquait directement la force de rupture.
Les machines actuelles utilisent les mêmes types de supports mais la touche est reliée à un dynamomètre électronique et la vitesse de déplacement est contrôlée (machines développées dans la seconde moitié des années 1980 par la société allemande « Pharma-Test ».

##### Contrôle de la tenue de l'impression
L'impression est réalisée avec de l'émail vitrifiable. Si cet émail n'est pas assez cuit, il reste terne et poudreux. À l'inverse, un excès de cuisson et/ou une mauvaise courbe de cuisson (montée en température ou refroidissement trop brutal) peut faire que l'émail ne soit pas bien solidaire du verre et que le texte tombe.
Le moyen de contrôle le plus employé pour vérifier la tenue de l'émail est le test au ruban adhésif, dit « test au scotch »
Ce test est spectaculaire car, en cas de mauvaise tenue, le texte reste sur le morceau de ruban adhésif et apparaît en léger creux, incolore, sur le corps de l'ampoule.
Les cahiers de spécifications des laboratoires indiquent la référence précise de ruban adhésif à utiliser et les conditions d'essais, mais ce test fonctionne parfaitement avec du ruban adhésif de bureau ordinaire.

## Remplissage et scellage
Deux techniques différentes de remplissage sont utilisées :
- le remplissage par le vide pour les ampoules à pointes fines (ampoules à deux pointes et ampoules bouteilles pointe fine) et
- le remplissage à l'aiguille pour les ampoules à col large qui se subdivisent en deux catégories : 
  - ampoules ouvertes ;
  - ampoules fermées, qu'il faudra, au préalable, ouvrir.

Le remplissage est immédiatement suivi du scellage des ampoules.
Suivant les cas, les ampoules peuvent être lavées et/ou stérilisées avant remplissage, ou bien utilisées directement.
Souvent, les ampoules sont stérilisées ou appertisées après remplissage.

### Remplissage sous vide

#### Remplissage
La technique du vide est utilisée pour le remplissage des ampoules à deux pointes et des ampoules bouteilles pointe fine.
Les ampoules sont livrées au laboratoire rangées dans des cristallisoirs carrés en polypropylène d'environ 200 mm de côté, pointe ouverte en haut. On compte de 105 à 504 ampoules par cristallisoir suivant la capacité des ampoules.
La machine à remplir se compose d'une cuve à vide ouverte à la partie supérieure et munie d'un couvercle pivotant. Sur ce couvercle, sont fixés des peignes destinés à maintenir les ampoules lorsqu'on retournera l'ensemble (le cristallisoir et toutes les ampoules qu'il contient) dans la cuve, chaque dent du peigne passant entre chaque rangée de pointes d'ampoules pour les maintenir par l'épaulement.
On retourne l'ensemble et on ferme le couvercle. Les pointes d'ampoule baignent dans le liquide (le médicament), et l'on fait le vide dans la cuve. L'air contenu dans les ampoules est évacué et, lorsque l'on casse le vide, c’est-à-dire lorsqu'on ouvre la vanne qui permet à l'air de revenir dans la cuve, les ampoules aspirent le liquide. Sur certaines machines, le liquide est introduit lorsque l'on casse le vide. D'autre part, suivant le produit, on peut casser le vide avec un gaz neutre plutôt qu'avec de l'air.
On ouvre le couvercle et l'on retourne de nouveau le cristallisoir qui, une fois dégagé du peigne, sera dirigé vers la ligne de lavage des pointes et de scellage.
Théoriquement, par ce procédé, si les temps d'attente sont suffisants, toutes les ampoules sont remplies exactement à la même hauteur, donc au même volume à la tolérance près du diamètre intérieur du corps d'ampoule. Cependant, les cadences des machines automatiques sont telles qu'il arrive qu'une ampoule de temps en temps, dont la pointe est plus fine que l'ensemble du lot, soit mal remplie. Ces ampoules mal remplies seront éliminées après scellage par contrôle visuel ou contrôle automatisé par dispositif de vision.

#### Lavage des pointes
Pour assurer un bon scellage, il faut que les pointes soient propres et sèches or, en particulier pour les ampoules buvables, le produit contenu dans l'ampoule est très souvent sucré, ce qui donne une bulle de caramel sur la pointe, si elle est mal lavée.
Le lavage des pointes est obtenu à l'aide de douches d'eau froide et d'eau chaude convenablement disposées. Le principe est de jouer sur la dilatation de l'air qui se trouve entre le produit et l'extrémité de la pointe. Les cristallisoirs d'ampoules pleines circulent sur un convoyeur, sous ces douches.
Sous la première rampe, froide, une très faible quantité d'eau, pas même une goutte, on pourrait plutôt parler d'une bulle ou d'un ménisque, pénètre dans la pointe. Elle doit y rester et ne pas descendre dans le produit. La seconde douche, chaude, dilate légèrement l'air et fait remonter cette petite quantité d'eau très près de l'extrémité de la pointe.
L'alternance de douches froides et chaudes qui suivent déplace cette eau qui agit comme un goupillon et nettoie l'intérieur de la pointe. La dernière douche, très chaude, fait sortir l'eau.
Dans le même temps, l'eau des douches, ruisselant sur les ampoules, a lavé l'extérieur des pointes (les cristallisoirs sont munis d'ouvertures en partie basse afin d'évacuer cette eau).
Un brûleur faible, ou un réflecteur dirigeant la chaleur de la flamme de scellage qui est un peu plus loin sur la ligne, permet de sécher la pointe avant de la sceller.

#### Scellage
Après lavage, les ampoules, toujours rangées dans leurs cristallisoirs, défilent sous la rampe de scellage, qui est un brûleur air/propane/oxygène, d'une longueur supérieure à 200 mm. Cette flamme vient lécher le bout des pointes qui se referme naturellement. Une tolérance de fabrication sur le diamètre de pointe de l'ordre de plus ou moins 0,15 mm permet de sceller toutes les pointes.
Il est très facile sur une ampoule à deux pointes de reconnaître la pointe verrier de la pointe labo. En effet, la pointe verrier, que le verrier appelle pointe perlée se termine par une perle ronde, car elle a été fabriquée avec l'ampoule en rotation ; alors que la pointe labo, que le verrier dénomme pointe coupée, à son extrémité légèrement en biais du fait qu'elle a été scellée par défilement sous le chalumeau, sans mouvement de rotation.
Le scellage des pointes, s'il est mal réglé, c’est-à-dire si la flamme plonge trop bas entre les pointes d'ampoules, a tendance à durcir l'autocassable côté pointe labo, car il adoucit les tensions internes qui avaient été générées par le verrier pour rendre l'ampoule autocassable (recuisson partielle).

#### Stérilisation et emballage
La majeure partie des ampoules à pointes fines est stérilisée après remplissage et scellage.
Cette stérilisation est effectuée dans des autoclaves, les ampoules toujours rangées dans des cristallisoirs, mais retournées pointe labo en bas. De ce fait, les éventuelles ampoules mal scellées se vident lors de la montée en température (à cause de la dilatation de l'air qu'elles contiennent qui pousse le liquide).
Un contrôle visuel après stérilisation permet d'éliminer les ampoules défectueuses avant de diriger les autres vers la ligne de conditionnement sur laquelle :
- elles seront mises sur chevalet ;
- les chevalets mis en boîte avec une notice ;
- les boîtes munies d'une vignette, puis mises en carton puis, sur les lignes les plus modernes ;
- les cartons mis sur palette automatiquement, afin d'être stockés, puis distribués.

### Remplissage à l'aiguille
La méthode de remplissage est commune à toutes les ampoules à col large, cependant, la préparation avant remplissage est différente 
- pour les ampoules à col ouvert (col coupé, col éclaté, Corning);
- pour les ampoules à col fermé (col bombé, Cioni, Marzocchi).

Alors que les cols ouverts sont lavés et/ou stérilisés avant remplissage, les cols fermés ne subissent pas ces opérations (ces ampoules ont été fermées par le verrier avant l'arche de recuisson), mais doivent être ouvertes par le laboratoire avant remplissage.

#### Préparation des ampoules à col ouvert
Les ampoules bouteille à col large sont généralement livrées dans des boîtes avec un côté ouvrant, ce qui permet de les glisser, debout, dans le magasin d'alimentation de la machine.
Les ampoules bouteille à col ouvert (col coupé ou col éclaté) cheminent debout dans la machine qui va les laver et/ou les stériliser avant remplissage.
Certaines ampoules spéciales (type Corning par exemple) sont prises sur des rails de guidage en partie supérieure du col, qui a le même diamètre que le corps de l'ampoule (on désigne aussi ces ampoules sous le nom de col tulipe).
La machine à remplir et à sceller, qui fonctionne suivant le même principe pour toutes les ampoules à col large, est située immédiatement après la machine à laver.

### Préparation des ampoules à col fermé
L'ouverture des ampoules est faite directement en début de ligne de remplissage scellage. Il existe deux systèmes d'ouvertures, adaptés à des types d'ampoules différents.

#### Ouverture par sciage
C'est le système le plus ancien utilisé encore par deux fabricants italiens de machines à remplir : Cioni et Marzocchi. Les ampoules concernées (qu'on dénomme du même nom) ne sont pas normalisées et sont fabriquées suivant les spécifications de ces constructeurs.
L'ampoule, à la sortie du magasin d'alimentation, est prise par un convoyeur qui la tient par le fond et est retournée col en bas.
Chaque ampoule défile, pas à pas, devant une molette de sciage qui coupe le col. La chute tombe, ainsi que la poussière de verre, puis l'ampoule est à nouveau retournée pour accéder à la partie remplissage.

#### Ouverture à la flamme
C'est le système le plus utilisé, qui s'applique aux ampoules à col bombé (normalisées).
Les ampoules sont prises par un convoyeur à chaîne, col en haut, et le système d'ouverture précède directement le remplissage. Il n'y a pas de retournement et elles cheminent pas à pas sur la ligne.
Un premier chalumeau, à flamme molle, dirigé au niveau de l'épaulement, réchauffe le corps de l'ampoule afin de mettre l'air qu'elle contient en pression.
Un second chalumeau, à flamme beaucoup plus dure (propane/oxygène), fond la partie bombée en haut du col et la poussé de l'air contenu dans l'ampoule éclate la bulle. L'ampoule est prête à être remplie.
Si l'air contenu dans l'ampoule est, à température ambiante, en dépression trop importante, le premier chalumeau ne permettra pas d'élever suffisamment la température et le verre s'affaissera à l'intérieur du col au lieu d'éclater vers l'extérieur. C'est pourquoi on prend, lors de la fabrication de l'ampoule, la précaution de refroidir fortement l'ébauche de l'ampoule (avec de l'air réfrigéré et filtré) avant de fermer le col.

#### Remplissage

##### Principe
À la suite de l'ouverture (cols fermés) ou du lavage et/ou de la stérilisation (cols ouverts), les ampoules défilent pas à pas devant une aiguille reliée à une pompe doseuse. Cette aiguille descend en dessous du niveau de l'étranglement et la dose de liquide est introduite dans le corps de l'ampoule.

##### Pratique
Les machines à remplir sont équipées de plusieurs aiguilles et de plusieurs pompes doseuses (généralement 4, 6 ou 8). Le pas d'avancement de la chaîne est réglé en conséquence afin que 4, 6 ou 8 ampoules soient remplies en même temps.
Pour certains produits, il existe une ou deux autres batteries d'aiguilles avant ou après celles du remplissage, destinées à souffler dans l'ampoule un air filtré ou un gaz neutre.

#### Scellage
À la suite du remplissage, l'ampoule est mise en rotation. Un brûleur propane/oxygène (ou, sur certaines machines, deux brûleurs successifs, un pour le préchauffage et le second pour le scellage) chauffe(nt) le verre dans la zone de scellage, c’est-à-dire sur le plus petit diamètre du col, puis une pince vient tirer sur le haut du col pour le refermer par étirage. On produit donc une dernière chute de verre à ce moment.
Dans la pratique, comme pour le remplissage, cette opération se fait avec 4, 6 ou 8 (jeux de) brûleur(s) et 4, 6 ou 8 pinces.
Après remplissage d'une ampoule à col large, il n'est plus possible de distinguer si l'ampoule vide d'origine était à col coupé, col éclaté, col bombé ou bien une ampoule spéciale.
Les ampoules sont ensuite transférées dans un magasin analogue à celui qui est en début de ligne, de façon à pouvoir être reprises en vue d'être éventuellement stérilisées puis contrôlées et emballées.

## Normes

### Normes européennes (CEN) et normes internationales
- EN ISO 9187-1 : avril 2006, matériel d'injection à usage médical - Partie 1 : ampoules pour produits injectables
- EN ISO 9187-2 : juin 1993, matériel d'injection à usage médical. Partie 2 : ampoules à un seul point de cassure (OPC).

Note sur les désignations : le préfixe EN indique qu'il s'agit d'une norme européenne (CEN), le préfixe NF, qui peut venir avant le EN indique la désignation française. Ainsi, par exemple :
- ISO 9187-1 (désignation internationale ISO) ;
- EN ISO 9187-1 (désignation européenne) ;
- NF EN ISO 9187-1 (désignation française).

correspondent à la même norme.

### Normes françaises (AFNOR) non reprises au niveau européen ou international
- NF S90-091, septembre 1983, ampoules pharmaceutiques - Dimensions des tubes de verre
- NF S90-092, septembre 1983, ampoules pharmaceutiques - Ampoules à deux pointes
- NF S90-094, septembre 1983, ampoules pharmaceutiques - Modalités de contrôle des livraisons

## Produits «proches» de l'ampoule
Il existe un certain nombre de récipients en verre dont la technique de fabrication est proche de celle de l'ampoule. La liste ci-dessous, non limitative, cite ces principaux produits verriers :
- les tubes à prélèvement sanguin, ou tubes à hémolyse, ou encore Vacutainer ;
- les tubes à essais ;
- les tubes pour chauffage d'aquarium ;
- les chevilles chimiques ;
- les tubes à échantillon de parfum ;
- les flacons pour antibiotiques ;
- les carpules (nom de marque passé dans le vocable de la dentisterie).

Les différents tubes, à fond rond ou  à fond plat, sont fabriqués sur des machines horizontales, tête-bêche, à partir de manchons préalablement coupé à la longueur nécessaire pour la fabrication de deux tubes. Ils peuvent être imprimés. Généralement, la partie ouverte n'est pas reprise et correspond aux extrémités du manchon.
Les tubes à échantillon de parfum, par contre, comportent un col formé à l'aide d'une molette. Pour certains gros tubes de laboratoire, on forme aussi un col (à vis ou à capsule) à l'aide de molettes appropriées.
Les chevilles chimiques sont constituées de deux tubes en verre insérés l'un dans l'autre (un petit et court et un plus gros et plus long). Le petit tube contient un catalyseur et est logé dans le grand tube qui contient une résine. Une fois placé dans un trou de bonne dimension, on casse les tubes en enfonçant la pièce à fixer. Le mélange résine-catalyseur durcit et permet la fixation. Souvent ces tubes sont revêtus d'émail analogue à celui utilisé pour le colour break des ampoules, afin de les fragiliser pour faciliter l'utilisation.
La majorité des flacons est réalisée en verre creux, cependant, pour des petites capacités (certains piluliers et surtout les flacons destinés à contenir des antibiotiques), on réalise des flacons en verre étiré, plus légers, de la même manière que les ampoules. Ces flacons peuvent être réalisés sur machine horizontale ou verticale et, dans les deux cas, les cols sont formés par des molettes.
Le vocable carpule est à l'origine le nom d'une marque déposée par Bayer AG en 1928 et rentré dans le vocabulaire courant de la dentisterie. Bayer Dental a développé, inventé et produit un système de cartouche scellée sous la marque déposée Carpule®. Le propriétaire actuel de la marque est Kulzer Dental GmbH.
Les carpules ont longtemps été réservées aux produits anesthésiques à usage dentaire. Il s'agit pratiquement d'un flacon sans fond. Ce dernier est remplacé par un bouchon en élastomère pouvant coulisser dans le corps de la carpule, qui sera poussé par le piston de la seringue. Le col est fermé par une capsule en caoutchouc. Le dentiste place directement la carpule dans une seringue en inox, avec une aiguille (à usage unique) à double pointe. La pointe placée côté carpule perfore la capsule et le piston viendra pousser le produit. Il n'y a donc aucun contact entre le produit et l'air ambiant lors de l'utilisation.
Le stylo utilisé de plus en plus par les diabétiques pour les injections d'insuline est basé sur le même principe. Le piston comporte un dispositif de réglage de la course, qui permet de délivrer la bonne dose de produit, et la carpule est directement incluse dans le stylo qui, s'il est à usage unique (ne peut plus être réutilisé lorsqu'il a été vidé), permet au patient de s'injecter la dose nécessaire pendant plusieurs jours, en utilisant à chaque fois, bien sur, une aiguille neuve.